# Canby (Oregon)
Canby – miasto w Stanach Zjednoczonych, w stanie Oregon, w hrabstwie Clackamas.

## Miasta partnerskie
- Kurisawa